# Im Ji-hye
 (septembre 2023).
 (septembre 2023).
Im Ji-hye était une mannequin sud-coréenne. Ayant commencé sa carrière en tant que « racing model » en 2006, elle a également travaillé comme ring girl pour Road FC, un groupe d'arts martiaux mixtes en Corée du Sud. Elle a arrêté ses activités au moment de son mariage, le 22 février 2014, et les a repris en 2018 après son divorce. Elle a travaillé comme mannequin et streameuse, sous le nom de scène BJ Imvely.
Elle est décédée le 18 juin 2023 à la suite d'une tentative de suicide lors d'une diffusion en direct.

## Éducation
- Diplômée du Lycée industriel d'information de Daedong

## Carrière de mannequin

### Courses · Aving
- Modèle de course - EXR Team 106, 2012
- Salon de l'automobile de Séoul 2013, modèle pour Oullim Motors Spira

### Ring Girl
- 2013 Road FC 013
- 2013 Road FC 012
- 2013 Road FC 011

### Publications
- Modèle de couverture du numéro de juin 2006 Maximal (version coréenne)

## Autres activités

### Drames
- 2007 TVN Heart Drama 《Hwa》 - rôle de Rebecca

### Films
- 2006 : Tournesol : Room Salon Sister 1
- 2005 : C'était juste là : traduit par Jihye
- 2004 : Pasongsong Egg Tak : petite amie du salon de la chambre 4

### M/V
- 2011 : Noblesse - 사랑따위 개나 줘버려

## Prix
- 2011 : 12e Prix coréens de la culture et des arts, Prix de popularité de la catégorie race queen.

## Vie personnelle
Après un petit rôle dans le film coréen Haebaragi (Tournesol), sorti en 2006, Im est devenue populaire pour ses diffusions de contenu en direct sur YouTube et sur la plateforme coréenne AfreecaTV.

## Dernierlive streamet décès
Le 11 juin 2023, quelque temps avant la diffusion de sa dernière émission en direct, Im Ji-hye est apparue dans une émission avec d'autres streamers. Tandis que ceux-ci buvaient de l'alcool et faisaient la fête, Im a semblé se disputer avec une autre femme. De retour chez elle quelques heures plus tard, elle commence ce qui constituera son dernier live.
En direct sur YouTube, elle exprime alors son ressenti, s'excuse auprès de sa famille et communique son testament avant de quitter le champ de la caméra. Elle déclare : « Je suis désolée pour mes filles » et « J'espère qu'à l'avenir je ne me sentirai pas coupable de vivre »,. Lors de cette diffusion en direct, elle reçoit plusieurs appels d'amis sur son téléphone portable. Les ambulanciers arrivent sur les lieux quelques dizaines de minutes plus tard ; ils arrêtent la diffusion. La jeune femme, inconsciente après deux arrêtes cardiaque, est retrouvée dans un état critique. Elle est mise sous surveillance.
La vidéo diffusée a depuis été supprimée pour violation des directives de YouTube.
Le 19 juin 2023, sa nécrologie est publiée sur son compte personnel d'Instagram,.
La police prévoit d'enquêter sur les circonstances du décès ainsi que sur d'autres incidents reliés. Elle envisage notamment la possibilité qu'elle ait aidé et encouragé le suicide d'une autre femme après l'avoir insultée,.
Elle laisse derrière elle ses deux filles, ses parents et ses deux frères.